# Arc à voussure polylobée

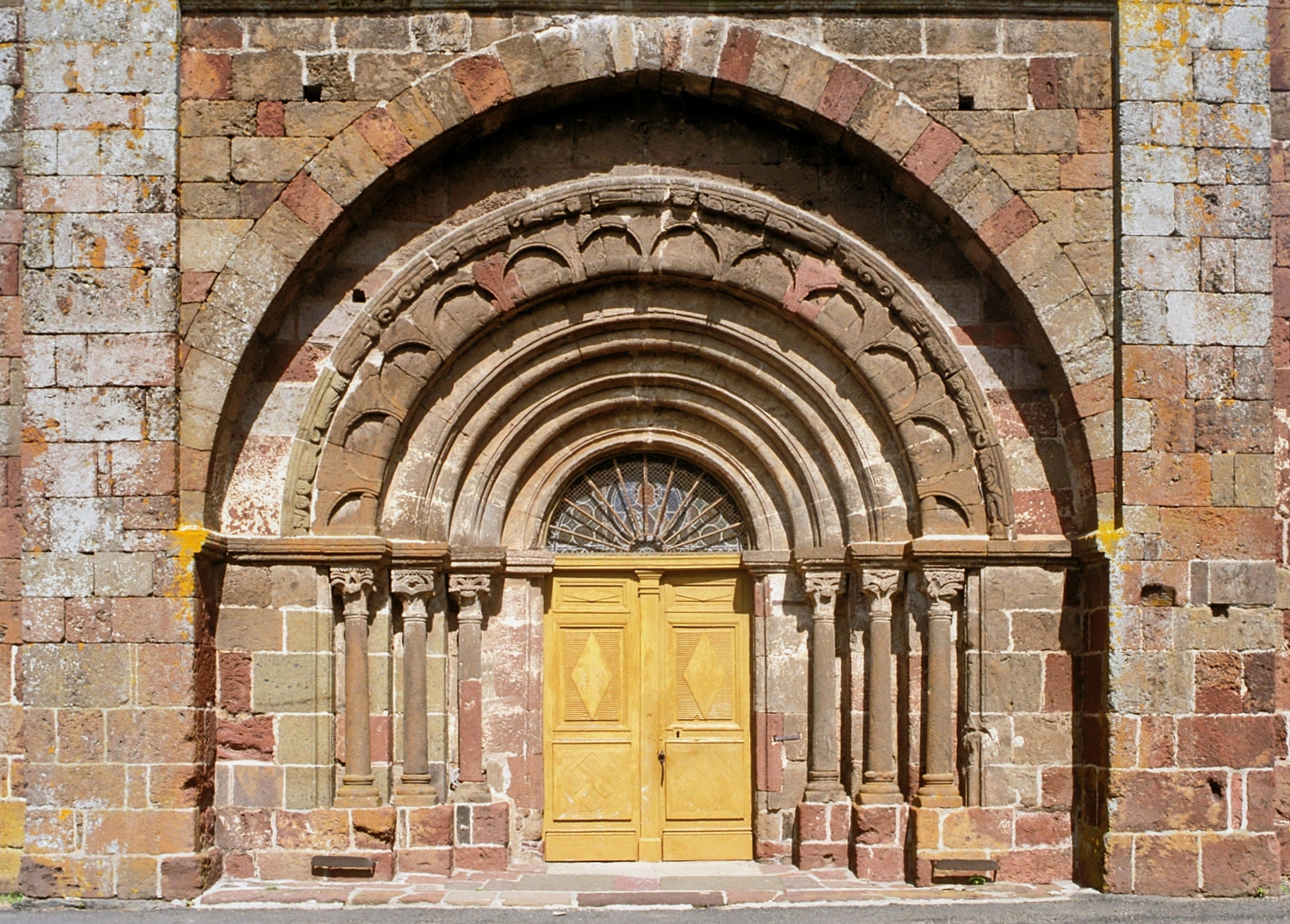
Église Sainte-Foy de Bains.

L'arc à voussure polylobée est une variante de l'arc polylobé apparue au XIIe siècle dans l'architecture romane française, où les lobes ornent non pas l'intrados mais la voussure de l'arc.

## Historique
L'arc polylobé hérité de l'architecture omeyyade du califat de Cordoue se répandit dans l'architecture romane française par le biais de l'influence des pèlerins le long des grandes routes françaises du pèlerinage de Saint-Jacques-de-Compostelle.
Il garda généralement sa forme initiale d'arc à intrados polylobé mais on vit apparaître une variante de portail présentant non pas un intrados polylobé mais une voussure polylobée.

## L'arc à voussure polylobée dans l'architecture romane
On le retrouve par exemple sur la façade occidentale de l'église Sainte-Foy de Bains, village situé le long de la via Podiensis au sud-ouest du Puy-en-Velay, ainsi que sur la façade méridionale de la chapelle Saint-Marcellin de Boulbon, village provençal situé le long du tronçon occidental de la via Francigena (ou chemin de Saint-Jacques des Italiens) qui reliait Arles à Turin.

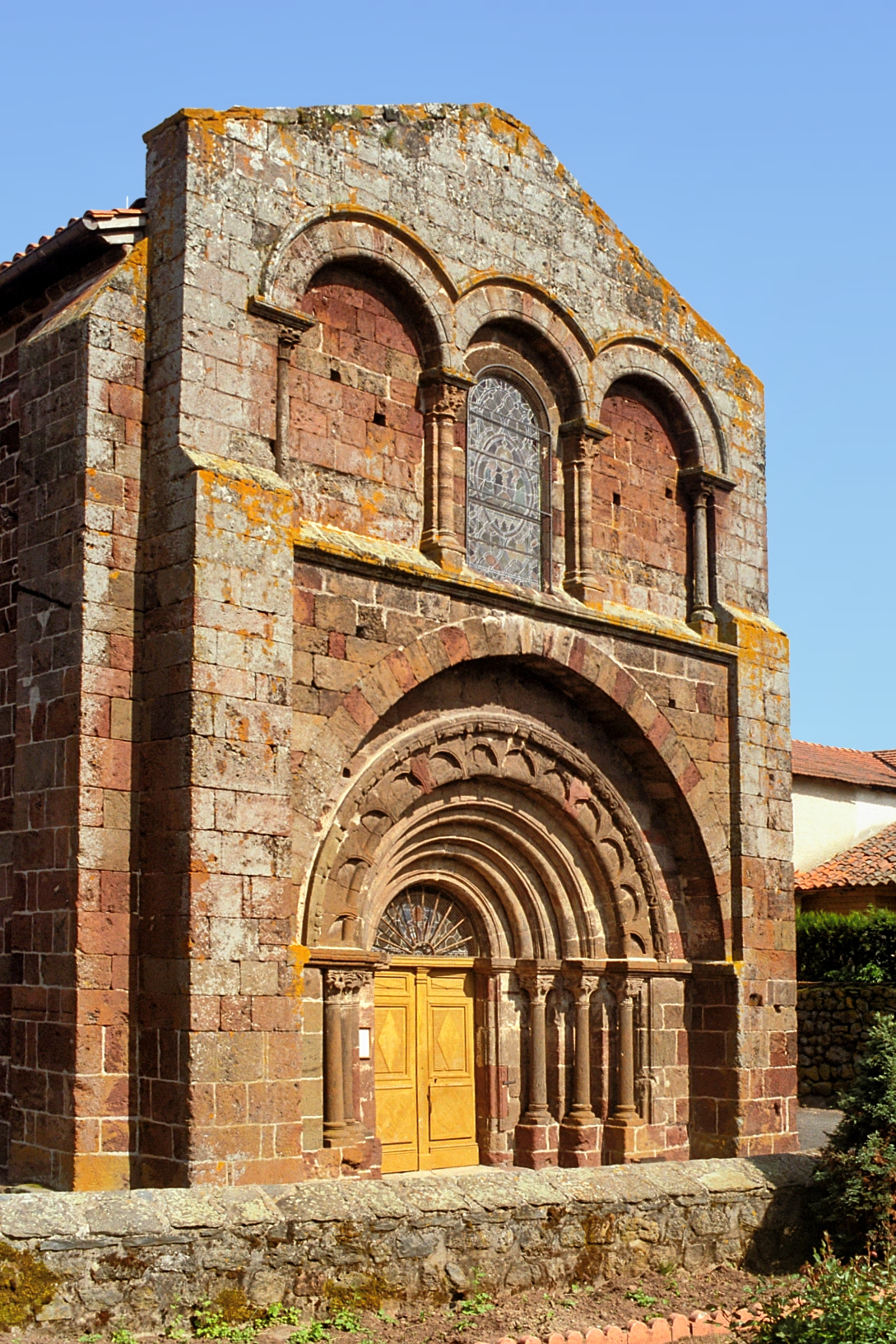
Église Sainte-Foy de Bains.
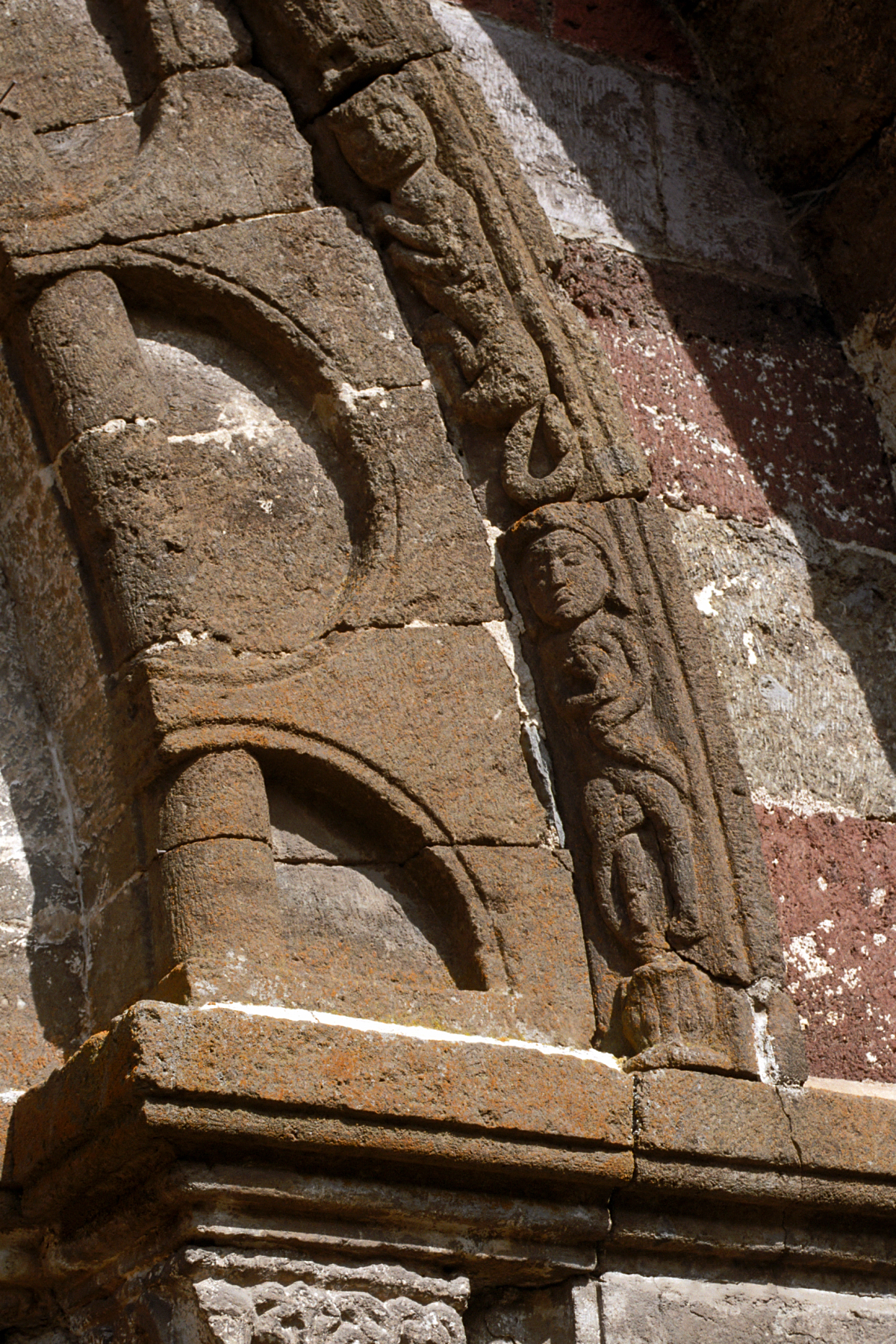
Bains : détail de la voussure.
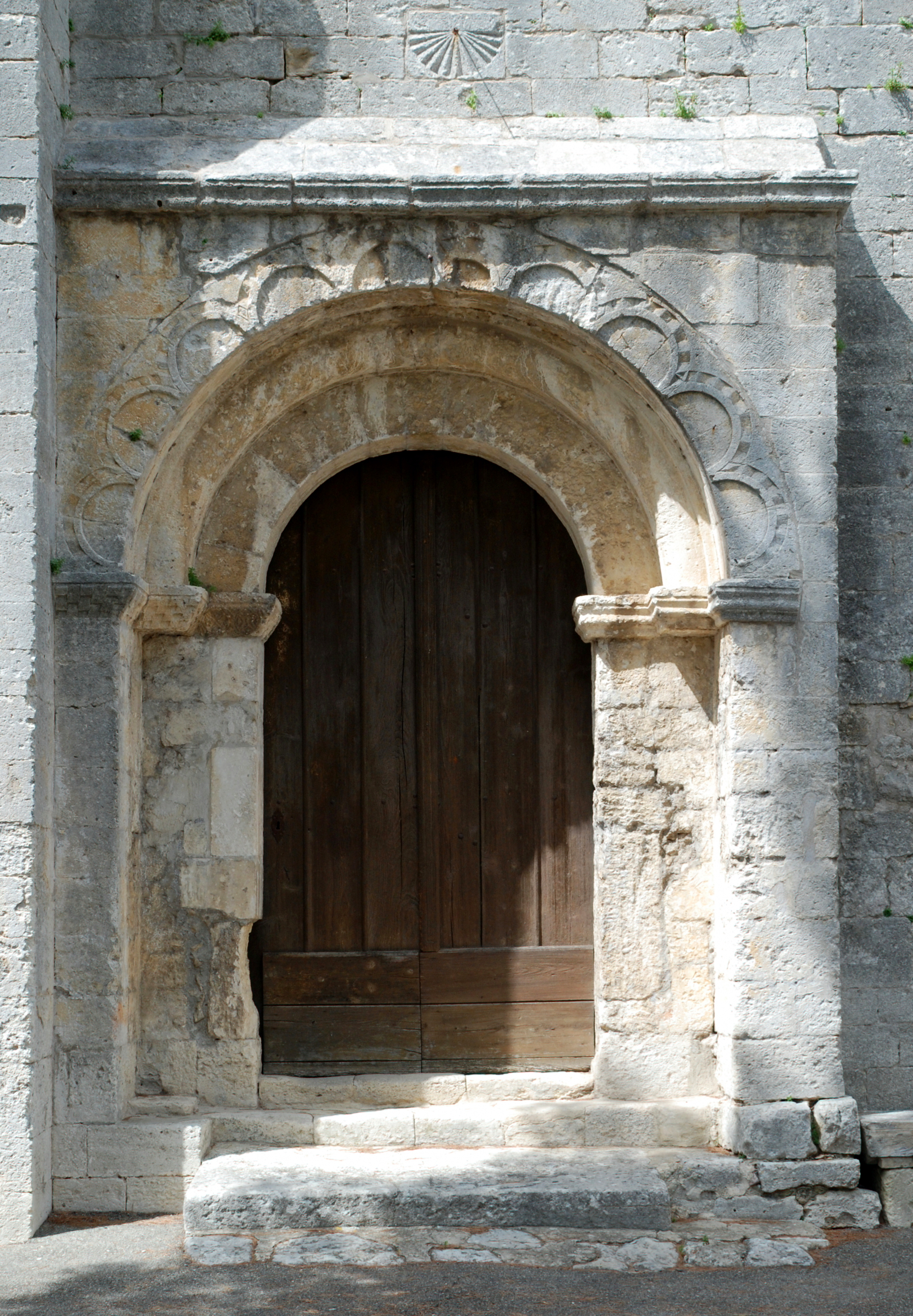
Chapelle Saint-Marcellin de Boulbon.

## L'arc à voussure polylobée dans l'architecture de transition roman-gothique
Plus tard, ce type d'arc se transmit à l'architecture de transition roman-gothique.
On retrouve par exemple un superbe portail roman-gothique à voussure polylobée à l'église Saint-Blaise de Dore-l'Église, au nord du Puy-en-Velay.

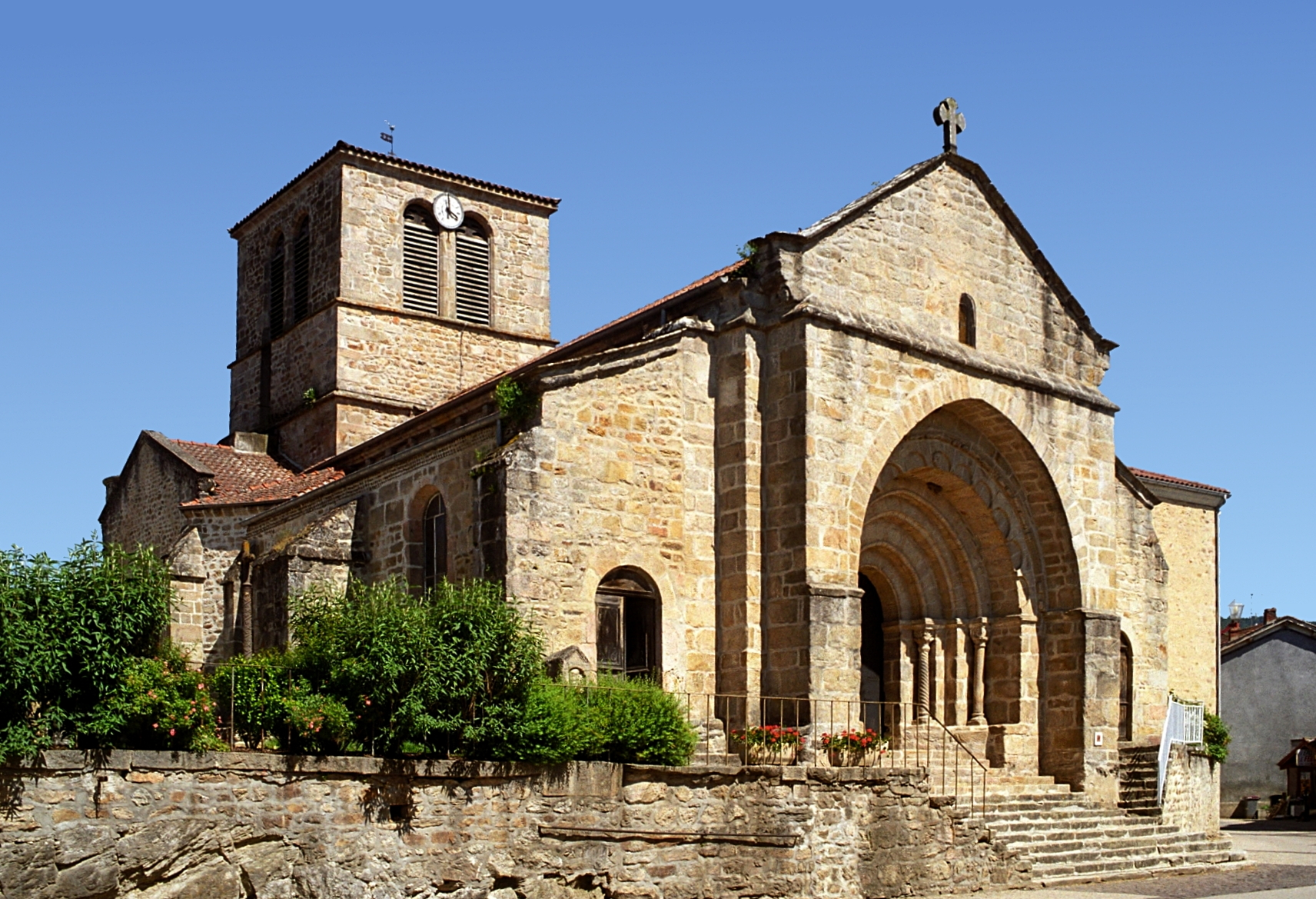
Église Saint-Blaise de Dore-l'Église.
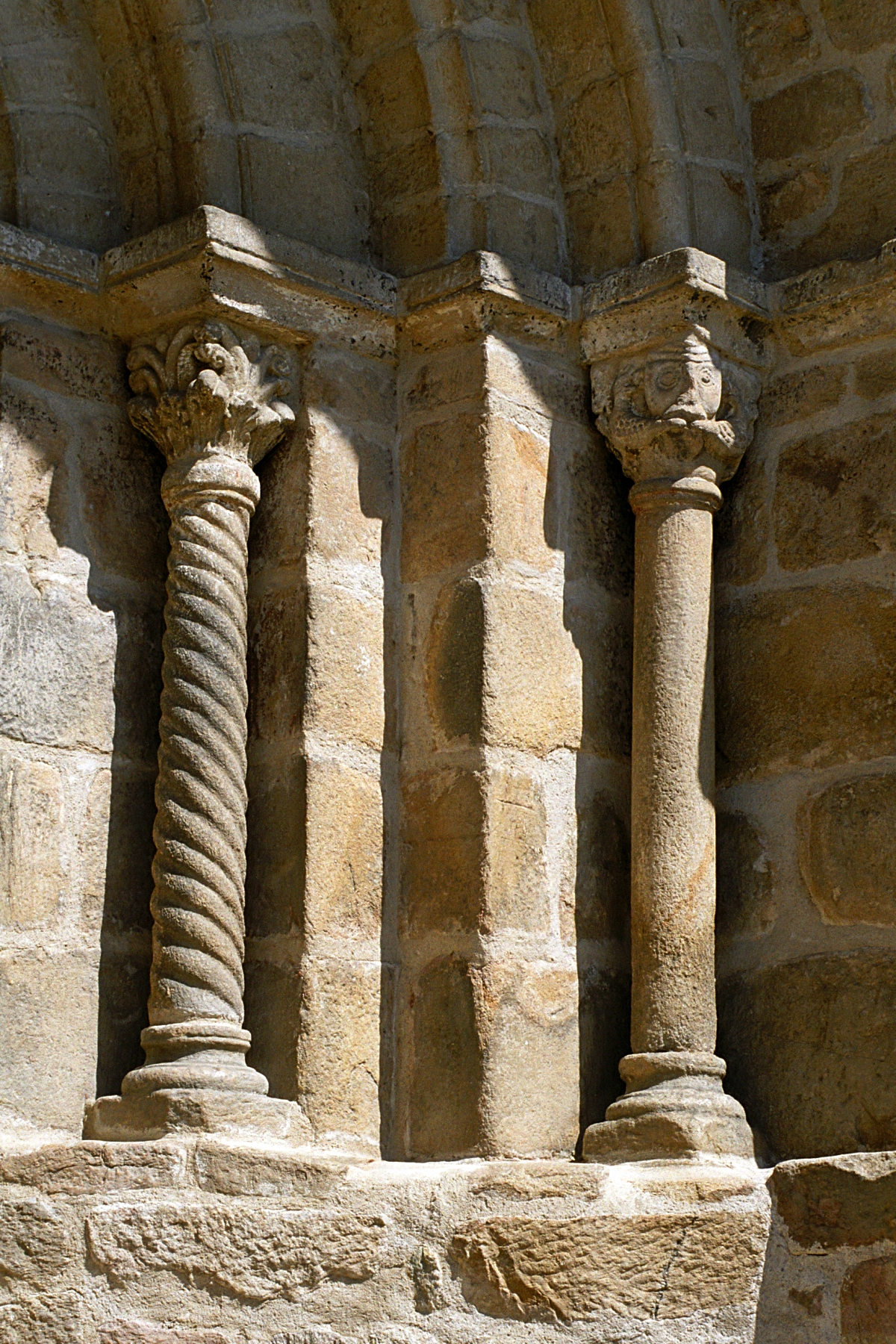
Dore-l'Église : colonnes.
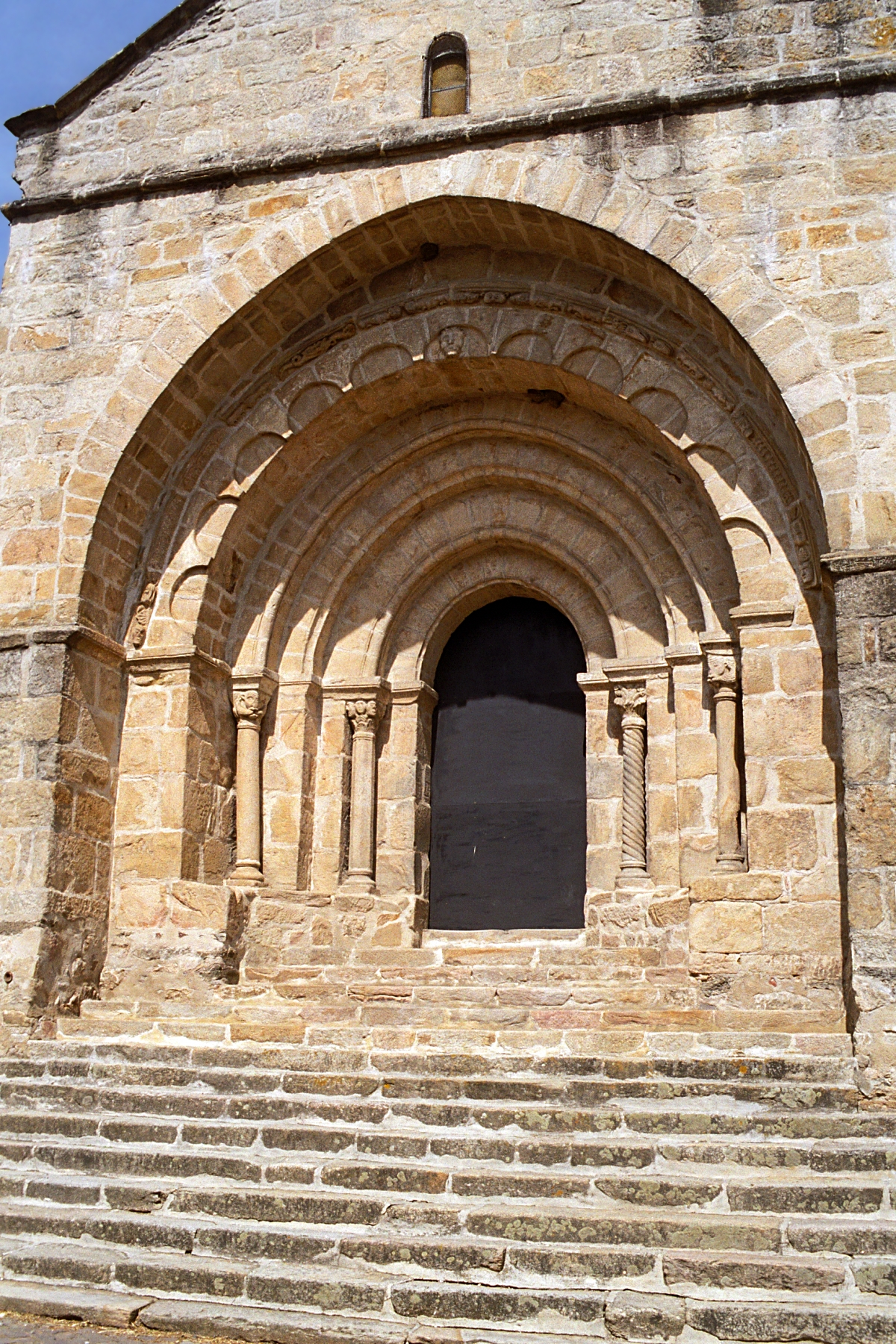
Le portail à archivolte polylobée.